# María Victoria Besonías
María Victoria Besonías (n. Madrid, 18 d'octubre de 1947) és una arquitecta d'origen espanyol diplomada de la Universitat de Buenos Aires. Es destaca haver-hi guanyat nombrosos concursos d'arquitectura. En 2012 rep el Premi a la Trajectòria per part del Senat de la Província de Buenos Aires.

## Biografia
En 1965 va iniciar la seva formació de grau en la Facultat d'Arquitectura i Urbanisme de la Universitat de Buenos Aires i va egressar en 1974. Va estudiar arquitectura perquè li agradava dibuixar i li interessava l'escenografia. La seva família era d'origen humil, el seu pare era fuster i va ser possible el seu ingrés a la Universitat gràcies a l'ensenyament públic. Besonías va treballar durant tota la carrera, fet que va condicionar el seu cursat. Eren molt poques les dones companyes i a vegades va ser l'única dona del curs. Militava en el Partit Comunista. A la fi de la dècada del 60, la situació política del país i de la universitat era molt complexa i en 1971 es van interrompre les classes. María Victoria Besonías i Guillermo de Almeida, que ja eren parella en aquests anys, van participar de preses de la facultat, en manifestacions, en equips tècnic-polítics compromesos amb una militància més radicalitzada en el peronisme d'esquerra. Després, en 1974, després d'un viatge que es va estendre durant sis mesos, per França, Itàlia, Grècia, Espanya, Besonías va concloure els seus estudis i va rebre el títol de grau.

## Trajectòria
Estudia i treballa a Argentina al costat del seu soci, Guillermo de Almeida, des de 1975. Entre els anys 2000 i 2012 tots dos s'uneixen a Luciano Kruk i formen l'estudi BAK arquitectes. Posteriorment decideixen donar per finalitzada l'experiència i reprendre l'estudi de la parella.
Entre les obres més rellevants es troben
- Casa de formigó en el bosc de Mar Blau[3][4]
- Casa AV en Mar Blau[5]
- Casa Wein, Costa Esmeralda[6]
- Casa Carassale, Costa Esmeralda[7][8]
- Casa XS, en Mar Blau[9]
- Edifici Estats Units, Buenos Aires[10]

Les obres i projectes de Besonías són àmpliament premiats, tant en societat amb Almeida com amb BAK arquitectes. La Biennal d'Arquitectura SCA/CPAU distingeix amb el Segon Premi a la Casa JD en 2010, seleccionada la Casa de Maó en 2008 i amb el Gran Premi a la Casa Mar Blau en 2006. La Biennal d'Arquitectura CAPBA atorga el Primer Premi a la Casa a la Platja en 2009, el Primer Premi Habitatge Unifamiliar Aïllat a la Casa de Formigó en 2007, el Premi Districte III a la Casa en Vicente López i el Premi Eduardo Sacriste a la Casa Mar Blau en 2005. A l'àmbit internacional la VI Biennal Iberoamericana d'Arquitectura i Urbanisme de 2008 distingeix com a finalistes a la Casa Mar Blau i a la Casa de Formigó, la Biennal Panamericana d'Arquitectura de Quito XVI BAQ, atorga el Tercer Esment d'Honor a la Casa de Formigó, i dins de la Biennal Internacional d'Arquitectura de Buenos Aires de 2009, el CAYC atorga el Segon Premi a la Casa de Maó. Obté el Primer Premi Alucobond Arquitectura Jove Argentina de 2005 per la Casa Mar Blau i un Esment dels Premis ARQ 2011 a l'Arquitectura Argentina per la Casa Cher. Les seves obres són exposades en Biennals d'Arquitectura de Buenos Aires, São Pablo, Brasília i Venècia entre 2007 i 2013; en la Mostra Obra Recent Argentina, Fundació COAM (Col·legi Oficial d'Arquitectes de Madrid) en 2011; i en el Museu d'Art Contemporani Llatinoamericà en 2008. A més obté diversos premis i esments en concursos d'arquitectura: Remodelació de la plaça de Maig; Casa de la Cultura de Meira, Galícia, Espanya; Desenvolupament de l'Àrea Ciutat Universitària de Buenos Aires; i Vinculació Per als vianants Àrea Cultural Recoleta.
María Victoria Besonías participa regularment com conferencista convidada en Biennals d'Arquitectura, congressos i jornades tant acadèmiques com professionals, a Buenos Aires, Rosario, Còrdova, Mendoza i Posades; a Quito, Medellín, Manizales, Brasília, San José de Costa Rica, Monterrey i Austin (Texas). S'exerceix com a jurat en importants concursos en l'àmbit nacional des de 2006. La seva obra es publica en més d'un centenar de revistes especialitzades en l'àmbit nacional i internacional. Besonías és professora d'arquitectura de la Universitat de Buenos Aires, és membre del Cos de Jurats del Col·legi d'Arquitectes de la província de Buenos Aires i de la Federació Argentina d'Entitats d'Arquitectura.